# Bolesław Błaszczyk (piłkarz)
Bolesław Błaszczyk (ur. 28 czerwca 1964 w Gdyni) – polski piłkarz występujący na pozycji napastnika. Zdobywca Pucharu Polski w 1983 roku z Lechią Gdańsk; zagrał tylko w rundzie jesiennej rozgrywek. W latach 1983–1988 w barwach Bałtyku Gdynia rozegrał 63 spotkania w I lidze i zdobył 11 bramek. W 1983 roku wraz z reprezentacją Polski do lat 20 wystąpił na młodzieżowych Mistrzostwach Świata. Zakończył karierę w wieku 25 lat z powodu kontuzji.

## Sukcesy

### Lechia Gdańsk
Puchar Polski: 1983

### Polska U-20
- Mistrzostwa Świata U-20

3. miejsce (1): 1983